# Фенвей-Парк

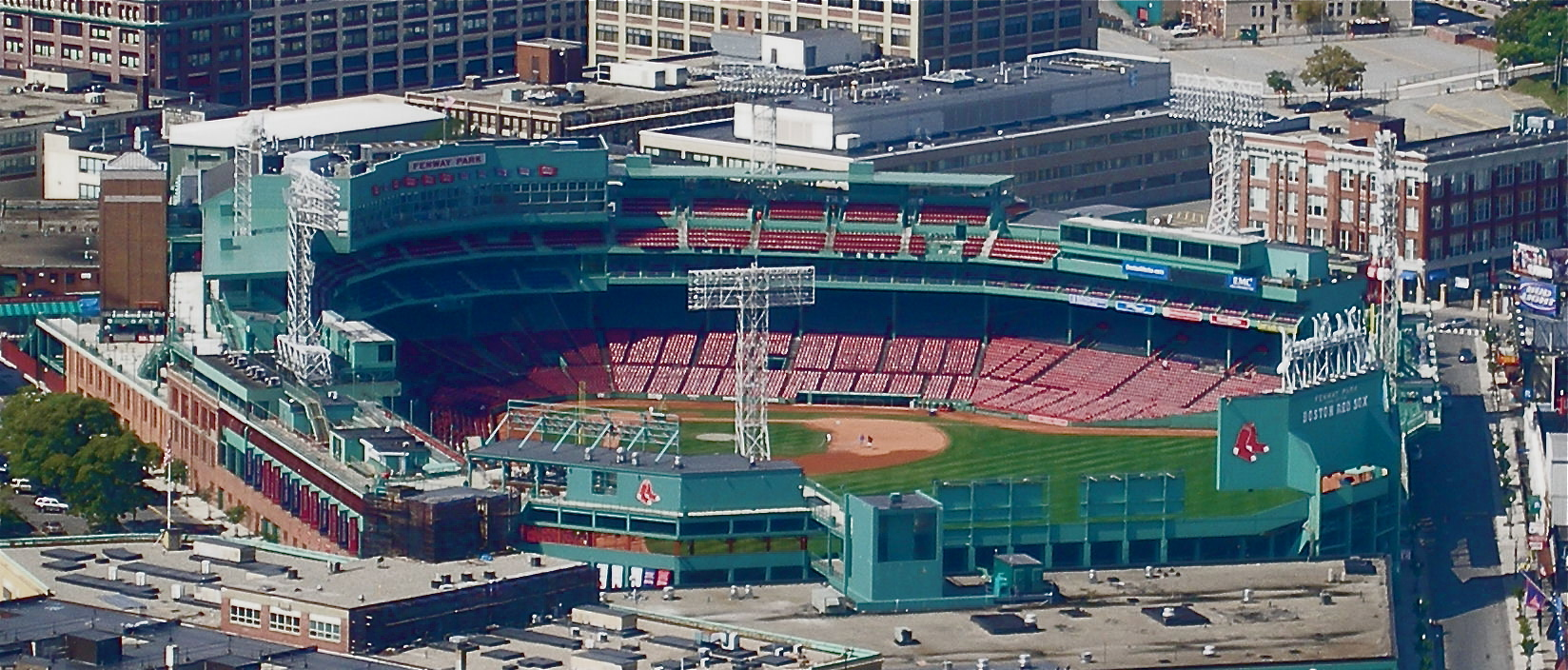
Фенвей Парк

42°20′47″ пн. ш. 71°05′51″ зх. д. / 42.346388888889° пн. ш. 71.0975° зх. д.
Фенвей-Парк (англ. Fenway Park) — бейсбольний стадіон біля площі Кенмор в місцевості Фенвей-Кенмор в Бостоні, штат Массачусетс. На цьому стадіоні з 1912 року проводить свої домашні матчі команда «Бостон Ред Сокс».
Фенвей Парк — щонайстарший стадіон, на якому проходять матчі Головної бейсбольної ліги. Будівництво стадіону за проектом компанії Osborn Engineering в 1912 році коштувало 650 тисяч доларів. Спочатку трибуни вміщували 35 тисяч глядачів, після безлічі реконструкцій, остання з яких була проведена в 2008 році, стадіон може прийняти до 39 605 глядачів. Крім бейсбольних матчів на стадіоні іноді проводилися концерти відомих музикантів, матчі з футболу, хокею а в минулому проводилися ігри з американського футболу. Відмінною особливістю стадіону є наявність високої (11,3 метрів) стіни, відомої як «Зелений монстр», яка є лівою межею ігрового поля та популярною мішенню для відбиваючих-правшів. З верху зеленого монстра розташовані глядацькі місця.
Кожна гра Ред Сокс з 15 травня 2003 року була повністю розпродана. Станом на 30 березня 2011 року, Ред Сокс мали 631 послідовних розпродажів — рекорд Головної бейсбольної ліги.

## Стадіон у фільмах
- На «Фенвей Парк» знімали бейсбольні матчі фільму «Шпигунська гра» 2018 року про кетчера Мо Берґа, знаменитого американського шпигуна часів Другої світової війни.[3]